# 東経50度線
東経50度線（とうけい50どせん）は、本初子午線面から東へ50度の角度を成す経線である。北極点から北極海、ヨーロッパ、アジア、インド洋、マダガスカル、南極海、南極大陸を通過して南極点までを結ぶ。西経130度線と共に大円を形成する。

## 通過する地域一覧
東経50度線は、北極点から南極点まで南に向かって以下の場所を通っている。
| 地理座標                                             | 国土・領土・領海 | 備考                                                                  |
| ---------------------------------------------------- | ---------------- | --------------------------------------------------------------------- |
| 北緯90度0分 東経50度0分 / 北緯90.000度 東経50.000度  | 北極海           |                                                                       |
| 北緯80度55分 東経50度0分 / 北緯80.917度 東経50.000度 | ロシア           | ゼムリャ・ゲオルグ（ゼムリャフランツァヨシファ）                      |
| 北緯80度30分 東経50度0分 / 北緯80.500度 東経50.000度 | バレンツ海       | ナイチンゲール海峡（英語版）                                          |
| 北緯80度13分 東経50度0分 / 北緯80.217度 東経50.000度 | ロシア           | ブリュサ島（ゼムリャフランツァヨシファ）                              |
| 北緯80度3分 東経50度0分 / 北緯80.050度 東経50.000度  | バレンツ海       | ノルトブルク島（ ロシア）のすぐ西を通過                               |
| 北緯69度18分 東経50度0分 / 北緯69.300度 東経50.000度 | ロシア           | コルグエフ島                                                          |
| 北緯68度56分 東経50度0分 / 北緯68.933度 東経50.000度 | バレンツ海       |                                                                       |
| 北緯68度5分 東経50度0分 / 北緯68.083度 東経50.000度  | ロシア           |                                                                       |
| 北緯51度15分 東経50度0分 / 北緯51.250度 東経50.000度 | カザフスタン     |                                                                       |
| 北緯46度35分 東経50度0分 / 北緯46.583度 東経50.000度 | カスピ海         | マンキシラク半島（英語版）（ カザフスタン）のすぐ西を通過             |
| 北緯40度35分 東経50度0分 / 北緯40.583度 東経50.000度 | アゼルバイジャン | アブシェロン半島。バクーのすぐ東を通過                                |
| 北緯40度20分 東経50度0分 / 北緯40.333度 東経50.000度 | カスピ海         |                                                                       |
| 北緯37度25分 東経50度0分 / 北緯37.417度 東経50.000度 | イラン           |                                                                       |
| 北緯30度13分 東経50度0分 / 北緯30.217度 東経50.000度 | ペルシャ湾       |                                                                       |
| 北緯26度49分 東経50度0分 / 北緯26.817度 東経50.000度 | サウジアラビア   |                                                                       |
| 北緯18度39分 東経50度0分 / 北緯18.650度 東経50.000度 | イエメン         |                                                                       |
| 北緯14度51分 東経50度0分 / 北緯14.850度 東経50.000度 | インド洋         | アデン湾                                                              |
| 北緯11度30分 東経50度0分 / 北緯11.500度 東経50.000度 | ソマリア         |                                                                       |
| 北緯8度6分 東経50度0分 / 北緯8.100度 東経50.000度    | インド洋         |                                                                       |
| 南緯13度21分 東経50度0分 / 南緯13.350度 東経50.000度 | マダガスカル     |                                                                       |
| 南緯15度46分 東経50度0分 / 南緯15.767度 東経50.000度 | インド洋         |                                                                       |
| 南緯16度43分 東経50度0分 / 南緯16.717度 東経50.000度 | マダガスカル     | サント・マリー島                                                      |
| 南緯16度45分 東経50度0分 / 南緯16.750度 東経50.000度 | インド洋         | クローゼー諸島（ フランス領南方・南極地域）の西側の島々のすぐ西を通過 |
| 南緯60度0分 東経50度0分 / 南緯60.000度 東経50.000度  | 南極海           |                                                                       |
| 南緯67度4分 東経50度0分 / 南緯67.067度 東経50.000度  | 南極大陸         | オーストラリア南極領土（ オーストラリアが領有権主張）                 |